# Noel Loban
Noel O. Loban (ur. 28 kwietnia 1957 w Wimbledonie w Londynie) – brytyjski zapaśnik walczący w stylu wolnym. Dwukrotny olimpijczyk. Brązowy medalista z Los Angeles 1984 i siódmy w Seulu 1988. Startował w kategorii 90–100 kg.
Czwarty na mistrzostwach świata w 1987. Wicemistrz Europy w 1988 i siódmy w 1984. Złoty medalista Igrzysk Wspólnoty Narodów w 1986 i srebrny w 1994. Mistrz Wspólnoty Narodów w 1985 i 1987, gdzie reprezentował Anglię.
Dziewięciokrotny mistrz kraju w latach 1983, 1986-1988 i 1994 (97 kg); 1984 (90 kg).
- Turniej w Los Angeles 1984

Pokonał Bodo Lukowskiego z RFN, Mamadou Diallo z Mauretanii, Michele Azzolę z Włoch i Macauleya Appaha z Nigerii. Przegrał z Japończykiem Akirą Ōtą a w pojedynku o brązowy medal zwyciężył Clarka Davisa z Kanady. 
- Turniej w Seulu 1988

Pokonał Istvána Robotkę z Węgier i Wojciecha Walę, a przegrał z Amerykaninem Williamem Scherrem i Georgim Karaduszewem z Bułgarii. W walce o siódme miejsce wygrał z Jo Byeong-onem z Korei Południowej.